# اوری آلون
اوری آلون ( عبری : אורי אלון؛ متولد 1969) پروفسور و زیست‌شناس سامانه‌ها در موسسه علوم ویزمن است . تحقیقات او  بیان ژن ،  موتیف‌های شبکه  و اصول طراحی شبکه‌های زیستی  در اشریشیا کلی و سایر موجودات را با استفاده از زیست‌شناسی محاسباتی و روش‌های متداول آزمایشگاهی بررسی می‌کند.

## تحصیلات
آلون مدرک لیسانس و فوق لیسانس خود را از دانشگاه عبری اورشلیم گرفته و دکترای خود در فیزیک نظری  را از موسسه علوم وایزمن دریافت کرده است.

## حرفه
پس از اینکه علاقه اش به زیست شناسی آشکار شد، برای فوق دکترا در زیست شناسی تجربی به دانشگاه پرینستون رفت. سپس به عنوان استاد به موسسه وایزمن بازگشت.
آلون در چندین ویدیوی محبوب در یوتیوب مانند یکشنبه در آزمایشگاه (با مایکل الوویتز )  و چطور یک سخنرانی خوب داشته باشیم پدیدار شده است. از سال 2011، او نویسنده نشان‌دارشده‌ترین مقاله علمی در CiteULike  با عنوان چگونه یک مسئله علمی خوب را انتخاب کنیم  و چگونه یک گروه تحقیقاتی با انگیزه بسازیم بوده است.
او در سال 2021 به عنوان استاد مدعو در بخش مهندسی زیستی دانشگاه استنفورد منصوب شد .

## پژوهش
اوری آلون به درک ما از شبکه های تنظیم کننده ژن کمک کرده است و اصطلاح موتیف شبکه را در سال 2002 گسترش داد.
او به همراه تیمش با معرفی مفاهیم نزدیک جبران دینامیکی و نظارت خودایمن جهش‌یافته‌های با ترشح زیاد (ASHM)،نظریه‌های مختلف حلقه‌های بازخورد غدد درون ریز را متفق کرد. این تئوری ها قادرند مجموعه وسیعی از پدیده ها شامل ریتم های غدد درون ریز دوره ای  در دیابت نوع 2  و سایر اختلالات رایج غدد درون ریز  و اعتیاد به الکل  و بیماری های مرتبط با افزایش سن را توضیح دهند.

## جوایز
در سال 2004، آلون جایزه اورتون  را برای "موفقیت برجسته یک دانشمند در مراحل اولیه تا اواسط دوران حرفه ای خود" توسط انجمن بین المللی زیست شناسی محاسباتی دریافت کرد. او همچنین جوایز زیر را دریافت کرده است:
- فلوشیپ مور، موسسه فناوری کالیفرنیا (2000)
- جایزه محقق جوان EMBO (2001)
- جایزه هیئت علمی IBM (2003)
- گروه تحقیقاتی مینروا جونیور در محاسبات بیولوژیکی (2003)
- جایزه موریس ال لوینسون در زیست شناسی (2003)
- جایزه بنیانگذاران Teva (2005)
- عضویت در سازمان بیولوژی مولکولی اروپا (2007)، [۲۷]
- همکار موسسه رادکلیف برای مطالعات پیشرفته 2009 [۲۸]
- جایزه HFSP Nakasone (2014) [۲۹]

## کتابشناسی
- مقدمه‌ای بر زیست‌شناسی سامانه‌ها: اصول طراحی مدارهای زیستی[۳۰]